# Die Maschine des Theodulos Energeios
Die Maschine des Theodulos Energeios ist eine Zukunftsnovelle des deutschen Schriftstellers Carl Grunert (1865–1918) aus dem Jahr 1912.

## Stil
Die in der Ich-Form verfasste Kurzgeschichte, Novelle oder auch Erzählung gehört zum  Genre der Zukunftsliteratur. Grunert selbst nannte seine Werke Zukunftsnovellen.

## Inhalt
Hinze, der Freund des Icherzählers, entdeckt bei der Sichtung von wissenschaftlichen Hinterlassenschaften ein über hundert Jahre altes griechisches Manuskript des Gelehrten Theodulos Energeios. In diesem Dokument wird eine Maschine beschrieben, eine Art „Perpetuum mobile“, die mit einem mutmaßlich radioaktiven Stoff, dem Dynamin, angetrieben wird. Sie ist eine Universalmaschine und liefert je nach Bedarf Wärme, Licht, Elektrizität oder chemische Arbeit. Die beiden Freunde beschließen die Maschine auszuprobieren. Allerdings ist Hinze beim Studium der Unterlagen des griechischen Gelehrten auf ein Problem gestoßen, nämlich Herrn Energeios' schnelle Vergreisung. Als Ursache nehmen sie radioaktive Strahlen des Materials an und wollen sich deshalb beim Ausprobieren mit Sicherheitskleidung schützen. Die Warnungen des Gelehrten, dass die Maschine durch die Lebensenergie von Menschen betrieben würde, tun die beiden Freunde als Phantasie ab. Sie packen die Maschine aus einer Kiste aus und betrachten die seltsame Apparatur. Sie bemerken beim längeren Untersuchen des Gerätes, dass dieses zu arbeiten beginnt und fühlen sich magisch angezogen. Vier Zifferblätter sind mit je einem Einschaltknopf versehen, der die Möglichkeit bietet, entweder Wärme, Licht, Elektrizität oder chemische Arbeit abzurufen. Die beiden Freunde bemerken, dass sich im Inneren der Maschine Kristalle befinden, die eine Art Eigenleben entfalten und wachsen. Nachdem beide ihre Strahlenschutzmasken vom Gesicht nehmen, fällt ihnen auf, dass sie stark gealtert sind und die Kristalle ihre Lebensenergie genommen haben. Der alte Gelehrte hatte also Recht, er war kein Phantast.
„Gleicht nicht eine jede unserer Tätigkeiten und Beschäftigungen ein wenig der Maschine des Theodulos Energeios?“

## Hintergrund
Die Geschichte ist sichtlich von der Angst vor Krankheit und Tod und geprägt. Grunert hat sich lange Zeit seines Lebens mit schweren Krankheiten plagen müssen und macht sich darüber immer wieder Gedanken. Seine Phantasie überträgt die Ängste geschickt in eine technische Zukunftsnovelle, die Idee des Raubes der Lebensenergie. In seinem Fall durch Krankheit, in seiner Geschichte raubt eine Maschine die Lebenskraft. 

## Bedeutung
Grunert gehört zu den deutschen Pionieren auf dem Gebiet der Zukunftsliteratur, besonders ist anzumerken, dass er keine Romane verfasste, sondern kurze Geschichten, in denen Ideen, Phantasien oder Überlegungen, meist technischer Natur, verpackt wurden. Seine Zeit war vom positiven technischen Zukunftsglauben geprägt, jedoch ist die Geschichte vom Theodulos Energeios nicht von diesem Geist geprägt, sondern hier ist definitiv die Maschine der Feind der Menschen, was ein Novum in dieser Zeit des Fortschrittsglaubens darstellt.

## Aufbau
Die Geschichte ist nur wenige Seiten lang und in zwei Abschnitte unterteilt. Im ersten Teil wird der Hintergrund zum Geschehen erläutert, im zweiten das Ingangsetzen der Maschine und das Resultat.

## Veröffentlichungen
- Arena, 1912

- Das neue Universum, Band 43, 1922

- Die Maschine des Theodulos Energeios, TES Reprint 2000, herausgegeben von Gerd-Michael Rose

- Zukunfts-Novellen, 2005, herausgegeben von Dieter von Reeken